# Неве-Давид (археологический памятник)
Неве-Давид — доисторический археологический памятник в западной части города Хайфа. Здесь были найдены артефакты, относящиеся к геометрической кебарской культуре, созданной приблизительно 18 000-10 000 лет назад (Эпипалеолит—верхний палеолит). Охотники-собиратели семейства гоминиды рода люди вида человек неандертальский жили здесь лагерем. Это был конец последнего ледникового периода. На месте раскопок были найдены захоронения, каменные орудия и окаменелые кости животных. Также были найдены артефакты, датируемые примерно 8000 годами и относящиеся к периоду гончарного неолита.
Место раскопок — одно из самых значимых мест в Израиле, относящихся к геометрической кебарской культуре (часть кебарской культуры). Также это один из последних кочевых лагерей перед появлением постоянных поселений, которые возникли в том же месте во время натуфийской культурной фазы .

## Участок и его окрестности
Участок расположен к югу от хайфского района Неве-Давид, отсюда и его название. Он расположен у подножия западного утеса горы Кармель, в месте выхода ручья Сиах на прибрежную равнину и примерно в одном километре от современной береговой линии Средиземного моря, на высоте около 60 метров над современным уровнем моря. В период заселения этого места, вскоре после пика последнего ледникового периода, уровень моря был значительно ниже, чем сегодня, а прибрежная равнина была намного шире.
К востоку от места раскопок, выше по склону, находится несколько разрушенных пещер со скудными доисторическими останками. Выше по ручью Сиах находятся лестницы к району Кабабир, источник, связанный с именем библейского пророка Елисея, двухэтажные пещеры, которые, наряду с множеством других, связывают с именем библейского пророка Илии, развалины одного из монастырей кармелитов, названного в честь святого Брокарда.

## История исследования

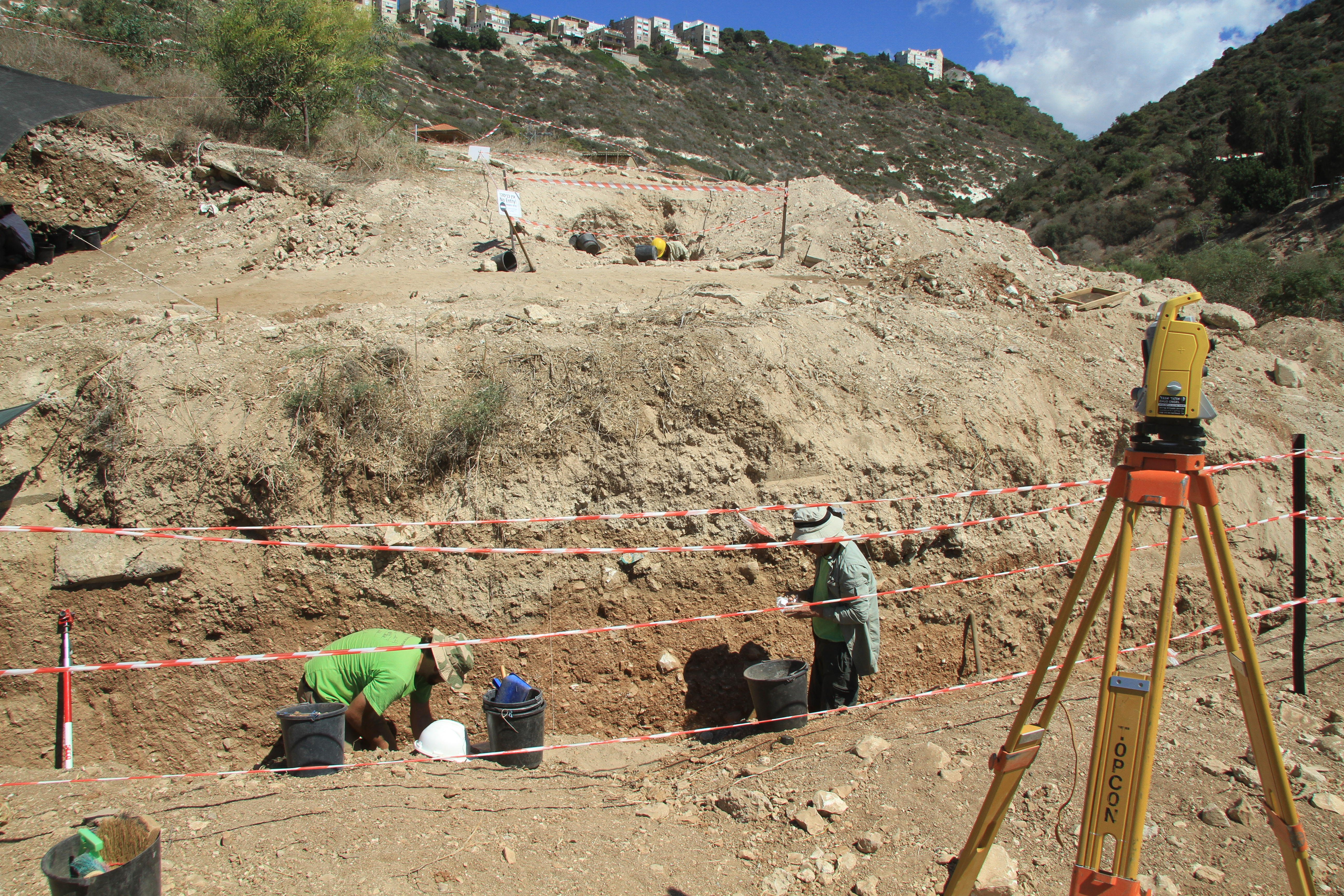
Обследование поперечного сечения слоев, прилегающих к дороге. Коричневый слой содержит археологические находки (кремневые орудия и кости) кебарской геометрической культуры.

Это место было обнаружено в 1983 году при прокладке асфальта на хайфской улице «Царя Соломона» (ивр. שלמה המלך‎, Шломо́ ха-Мелех). Земляные работы прорезали склон, на котором расположено это место, и обнажили бурую глинистую почву позднего плейстоцена, богатую обломками кремневых орудий. Студент Хайфского университета под руководством французского геолога Анри Лавиля в том же году обследовал место раскопок и отнёс кремневые орудия к доисторической культуре. Площадь участка оценивалась более чем в 1000 квадратных метров.
В период с 1984 по 1990 год раскопки на этом месте проводил Даниэль Кауфман по поручению Хайфского университета . Кауфман раскопал прямоугольную площадку площадью около 55 квадратных метров, большая часть которой состояла из слоя коричневой глины, прерываемого в нескольких местах гораздо более поздними слоями периода энеолита или раннего бронзового века. Слой оказался очень богат обломками кремневых орудий и костями животных. Найденные типы кремневых орудий в виде микролитов (сломанные пластины) в форме трапеции или прямоугольника, были датированы серединой эпипалеолитического периода, фазой геометрической кебарской культуры. Две кости, с помощью радиоуглеродного анализа, были датированы возрастом приблизительно от 16 800 до 15 100 лет до нашей эры. Самой примечательной находкой стали два человеческих захоронения, в одном из которых были обнаружены фрагменты каменных орудий .
Начиная с 2014 года раскопки на этом месте были возобновлены по поручению Института археологии Зинмана при Хайфском университете. Экспедиция обнаружила продолжение эпипалеолитического слоя на восток и север.

## Геометрическая кебарская культура в Неве-Давид

### Непрерывность заселения

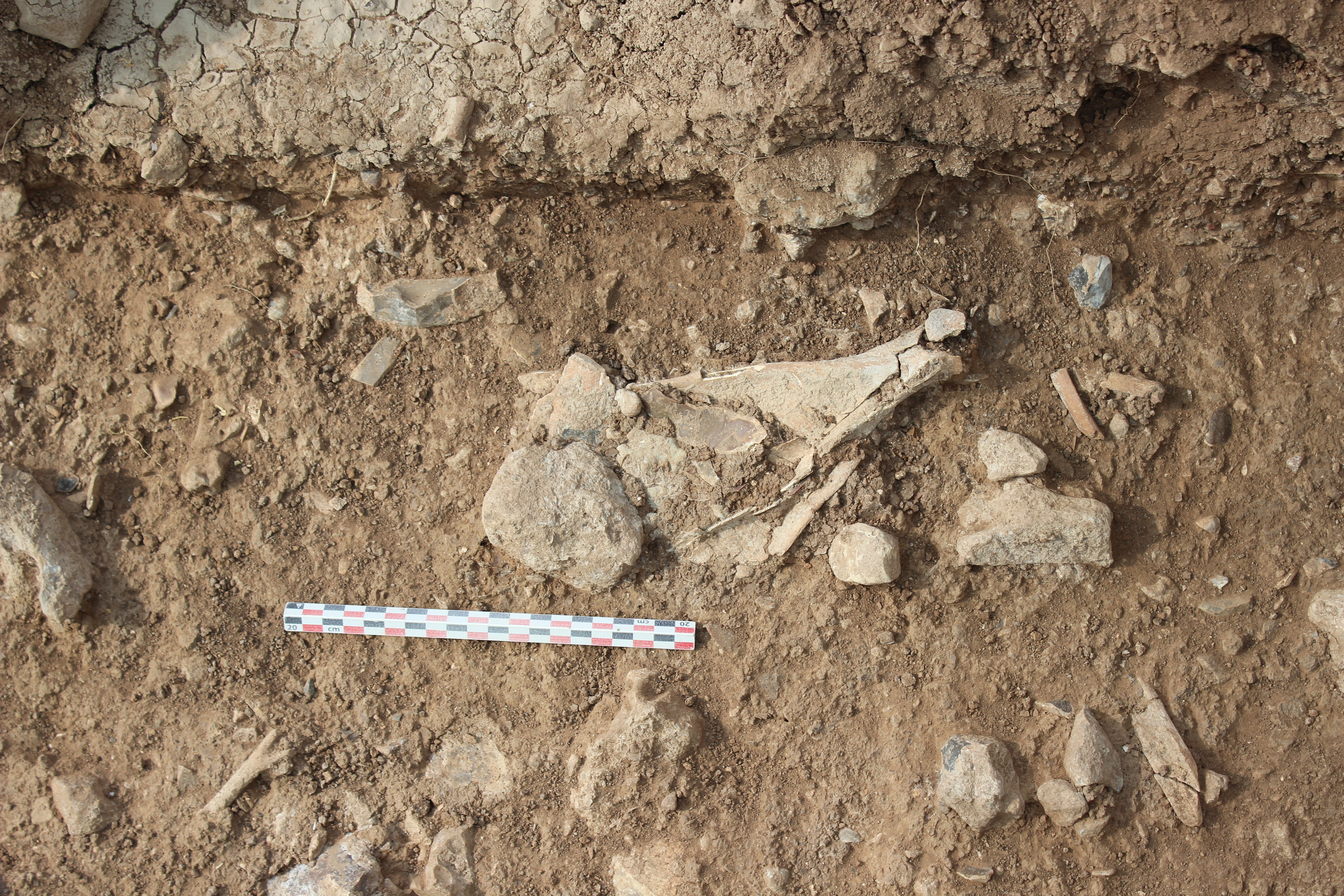
При раскопках в Неве-Давид обнаружена плечевая кость оленя, относящаяся к геометрической культуре Кабар. Вокруг разбросаны фрагменты костей и кремневые орудия.

Археологические раскопки показали существование многочисленных поселений в одном месте в течение неизвестного периода времени. Не было обнаружено заметных признаков перемешивания слоёв почвы вследствие деятельности животных или процессов эрозии и выветривания. В некоторых местах были обнаружены микроскопические остатки золы и фитолитов, вероятно, от костров. Несмотря на это, трудно проследить четкую организацию деятельности в районе раскопок. Исследователи связывают это с относительно длительным заселением этого места (от нескольких недель до месяцев); в таких лагерях существуют различные зоны активности, но различие между ними размывается деятельностью человека.

### Захоронения
При раскопках Кауфмана были обнаружены два захоронения, примерно в восьми-десяти метрах к востоку от существующей сегодня улицы «Царя Соломона» (ивр. שלמה המלך‎, Шломо́ ха-Мелех). Наиболее сохранившаяся могила принадлежит взрослому мужчине, похороненному в яме, частично выложенной крупными камнями и прикрытой камнями и фрагментами каменных орудий. Оба погребённых лежали на боку .

### Технологии и экономика

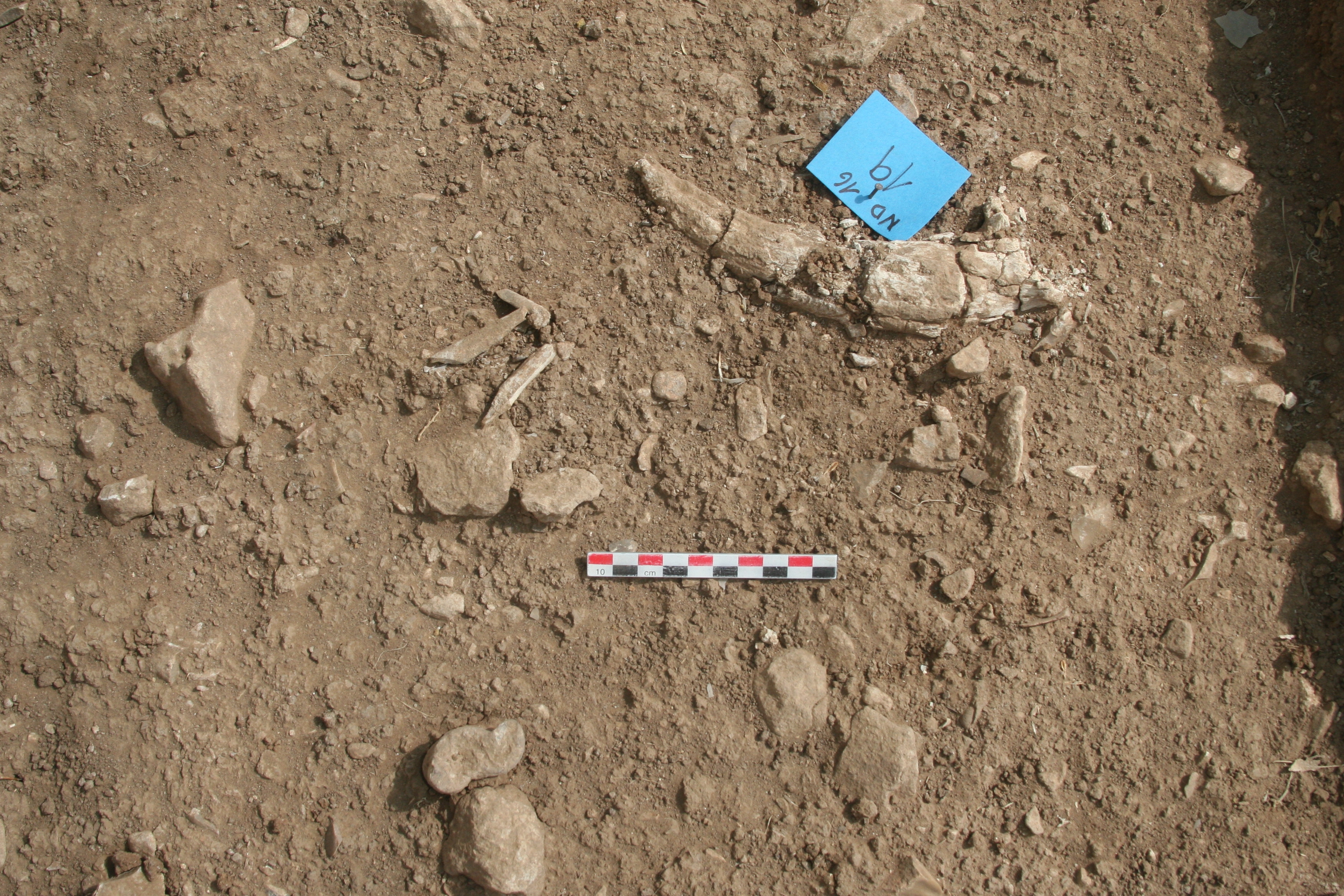
Обнаружение окаменелого рога израильского оленя при раскопках в Неве-Давид

Согласно зоо-археологическим и тафономическим исследованиям, жители этого места занимались в основном охотой на израильского оленя и иранскую лань. Кроме того, ловили таких мелких животных, как сухопутная черепаха, заяц и лисица. Найденные при раскопках кости кавказской белки указывают на существование этого вида в позднем плейстоцене . На некоторых микролитах были обнаружены следы повреждений, которые являются результатом их использования на охоте в качестве частей стрел или копий.
Другие каменные орудия использовались для различных видов деятельности, не связанных с охотой, таких как обработка древесины, сбор растений и разделка мяса. Исследователи указывают на технологическую гибкость жителей этого места, которые могли производить такие микролиты в больших количествах и схожих размеров, а также встраивать их в самые разные инструменты .
Почти ничего не известно о растительном хозяйстве и растительной среде на этом месте, но есть материал для изучения (микроскопические остатки фитолитов и древесного угля).

### Искусство
Символические предметы в средней фазе эпипалеолита встречаются редко. На месте раскопок было найдено всего два предмета:
- удлинённая кремневая плита с известковой оболочкой, на которой были выгравированы параллельные линии
- плита с беспорядочной гравировкой.

## Керамика периода неолита
В эпипалеолитическом слое были обнаружены разрозненные находки, относящиеся к периоду неолита:
- фрагменты керамики
- кремневые орудия (серповидные лезвия, наконечники стрел и топоры).

Стиль керамики и её украшения указывают на то, что это место, вероятно, относится к культуре Иерихона IX раннего керамического неолита, которая в других местах датируется приблизительно 8400-7500 гг. до н. э. Некоторые ямы были вымощены или облицованы камнями, а большинство из них были заполнены известняком. Одна из ям была заполнена золой и микроскопическими остатками растений (фитолитами), которые использовались для сжигания. Возможно, что это была ремесленная зона, примыкавшая к поселению .